# María Soledad Ruiz Capillas
María Soledad Ruiz-Capillas y García (Toledo, 28 de febrero de 1902 - Alicante, 1990) fue una doctora en medicina y odontóloga española, especializada en la psiquiatría y en los estudios del sueño, que trabajó en el Instituto Cajal y se convirtió en la primera mujer en dirigir un balneario.

## Trayectoria
María Soledad Ruiz Capillas nació en la ciudad castellano-manchega de Toledo el 28 de febrero de 1902. En 1917, Ruiz-Capillas comenzó a estudiar Medicina en la Universidad Central de Madrid, actual Universidad Complutense.
En 1925 se convirtió en directora del balneario de Fuensanta de Gayangos en Burgos, siendo la primera mujer en asumir ese cargo en España. Posteriormente, también dirigió los balnearios de Arechavaleta, en el País Vasco, y el de Grávalos, en La Rioja.
En 1928 se incorporó al Laboratorio de Fisiología General, precursor del Instituto Cajal, en el grupo de neuropatología y neuropsiquiatría dirigido por Gonzalo Rodríguez Lafora y Fernando de Castro Rodríguez donde también trabajó otra mujer, María Luisa Herreros. Desde ese año y hasta 1930, Ruiz estudió la fisiología del diencéfalo y el mesencéfalo en modelos animales, además de las patologías del sueño.
En 1930 comenzó a estudiar odontología en la Escuela de Odontología de Madrid donde solo 15 de 405 de sus alumnos eran mujeres. Obtuvo el título de odontóloga en 1934 y se convirtió en asistente de las Clínicas de Odontología del Hospital Militar Gómez Ulla de Carabanchel en Madrid.
En 1934, Ruiz-Capillas era la directora del balneario de Grávalos, en La Rioja y a principios del año 1935 se instaló en Gerona, donde abrió una consulta de odontología en el Palacio del Marqués de Campo. Después de la guerra civil española, trabajó en Palma de Mallorca. Murió en Alicante hacia 1990.

## Reconocimientos
Ruiz Capillas fue una de las pioneras en la neurociencia española, junto a Laura Forster, Manuela Serra y María Luisa Herreros, todas ellas destacadas en este campo entre 1911 y 1945. Además, fue la primera estudiante de su promoción en sus estudios de Medicina en la Universidad Central de Madrid.
En 1925 se convirtió en la primera mujer en dirigir un balneario en España y también fue la primera mujer con título universitario en trabajar en el círculo del neurocientífico Santiago Ramón y Cajal. Además, Ruiz fue la primera mujer en ejercer la medicina en la provincia de Gerona, aunque algunas fuentes indican que fue la doctora Francesca Casaponsa i Suñol.